# MaVoix
#MAVOIX est un mouvement de type Civic Tech qui promeut l'usage de la démocratie directe. Le principe du mouvement est de « hacker l'Assemblée nationale »,, selon leurs initiateurs : les candidats à la députation #MAVOIX sont tirés au sort et se présentent normalement à l'élection législative. Les députés #MAVOIX élus votent alors à l'assemblée en proportion du résultat du vote des citoyens.
Le collectif #MAVOIX se veut indépendant de tout parti politique et sans leader ni porte-parole.

## Description du mouvement

### Historique
Le collectif #MAVOIX est fondé à Paris en septembre 2015 avec Quitterie de Villepin et se diffuse ensuite dans quelques villes françaises, notamment à Strasbourg lors de l'élection législative partielle de 2016. À cette occasion, un petit groupe se constitue pour préparer l'élection et faire campagne, aboutissant au tirage au sort du candidat #MAVOIX parmi 16 volontaires. Ce candidat est éliminé à l'issue du 1er tour des élections législatives avec 4.2% des voix.
Pour les élections législatives de juin 2017, des groupes locaux #MAVOIX se constituent et présentent 43 candidats tirés au sort parmi 304 volontaires. Tous sont éliminés à l'issue du 1er tour des législatives avec des scores variants entre 0.4% et 1.5% selon les circonscriptions.

### Fonctionnement
Le mouvement est basé sur un principe de démocratie directe adapté au format parlementaire de Ve république. Les candidats à la députation #MAVOIX sont issus d'un tirage au sort parmi une liste de volontaires ; les candidats se présentent alors normalement aux élections législatives ; les députés élus sont formés via des MOOCs et votent à l'Assemblée nationale, pour chaque loi, selon les vœux que les citoyens expriment sur une plateforme internet. La plateforme internet fournit également aux citoyens les moyens d'étudier et de discuter les propositions de lois, conduisant ainsi à la construction d'une décision collective informée.

## Participation aux élections

### Législative partielle de 2016
La première apparition officielle du mouvement est associée aux élections législatives partielles de Strasbourg en 2016, à la suite de la démission fin février du député en poste. En mars, un groupe local #MAVOIX se constitue spontanément et construit une proposition de candidature basée sur un tirage au sort. En avril, un candidat est ainsi sélectionné sous contrôle d'un notaire parmi 16 volontaires. En mai, le candidat obtient 4,25% des suffrages et n'est donc pas qualifié pour le second tour.
La campagne électorale a été entièrement auto-financée par les membres du collectif et s'est déroulée en plusieurs phases :
1. création ex nihilo et diffusion du matériel de campagne (affiches, discours, ...)
2. recrutement de 16 « volontaires à la députation » pour le tirage au sort
3. tirage au sort du candidat
4. dépôt de la candidature officielle
5. campagne officielle

### Législatives de juin 2017
Pour la campagne 2017, les candidats sont tirés au sort parmi une liste de volontaires inscrits sur le site candidature.mavoix.info avant le 25 avril, créé pour l'occasion. Le tirage au sort est cette fois national et désigne 43 titulaires et 43 suppléants sur 43 circonscriptions, dont les 11 circonscriptions des Français établis hors de France. L'objectif est de présenter un maximum de candidats députés #MAVOIX qui, s'ils sont élus, voteront pour chaque loi proportionnellement aux votes que les citoyens auront exprimés sur une plateforme internet.
Le collectif est constitué d'un ensemble de groupes locaux, plus ou moins indépendants, formés spontanément dans une cinquantaine de villes en France et à l'étranger. Ce sont ces groupes locaux qui présentent un candidat dans une circonscription et assurent toute la logistique relative à l'élection. En particulier, chaque groupe local appointe un mandataire financier, fournit le matériel de vote et de propagande légaux et organise la campagne.
Un processus collaboratif de sélection des circonscriptions cibles pour la législative de juin se déroule au début de l'année 2017, aboutissant à une liste de 43 circonscriptions correspondant majoritairement à des grandes villes. La région parisienne compte 11 candidats (8 à Paris et 3 dans des circonscriptions limitrophes), soit 1/4 des candidats ; les 11 circonscriptions des Français à l'étranger comptent chacune un candidat, soit globalement 1/4 des candidats.
Les 491 candidats au tirage au sort inscrits sur le site des candidatures, créé pour l'occasion, ont chacun fourni une description courte de leurs motivations. Le tirage au sort a eu lieu à Paris le 6 mai 2017, sur le toit de la cité de la mode, où 304 personnes déposent leurs noms dans les urnes. Maître Daniel Sheid, notaire à Strasbourg, procède alors au tirage au sort et désigne 43 candidats et 43 suppléants. Les candidats constituent ensuite leurs dossiers de candidature officiels et les déposent en préfecture dans les jours suivants.
La campagne 2017 est à nouveau entièrement autofinancée. Une plateforme de dons est développée pour l'occasion et permet de collecter ~90 k€, budget global toutes circonscriptions confondues.
Pour les scrutins du 11 juin (France) et des 3-4 juin (Français à l'étranger), #MAVOIX récolte au total 12985 voix sur l'ensemble des circonscriptions. Le score global s'élève à 0,86% avec une fourchette de 0.4% à 1.5% (métropole) et 0.2% à 0.6% (étranger) selon les circonscriptions. Les nombres de voix obtenues par circonscription sont comparables aux nombres de votes blancs.
Liste des 43 circonscriptions :
| Ville                                        | Circonscription                                           |
| -------------------------------------------- | --------------------------------------------------------- |
| Marseille                                    | 13-4                                                      |
| Aix                                          | 13-14                                                     |
| La Rochelle (2 circos)                       | 17-1 , 17-2                                               |
| Sommières                                    | 30-2                                                      |
| Toulouse                                     | 31-4                                                      |
| Bordeaux                                     | 33-3                                                      |
| Montpellier                                  | 34-2                                                      |
| Béziers (2 circos)                           | 34-5 , 34-6                                               |
| Rennes                                       | 35-8                                                      |
| Grenoble                                     | 38-1                                                      |
| Nantes                                       | 44-2                                                      |
| Lille                                        | 59-1                                                      |
| Strasbourg                                   | 67-1                                                      |
| Lyon                                         | 69-3                                                      |
| Le Mans                                      | 72-1                                                      |
| Annecy                                       | 74-1                                                      |
| Paris (8 circos)                             | 75-1 , 75-2 , 75-5 , 75-6 , 75-10 , 75-15 , 75-17 , 75-18 |
| Toulon                                       | 83-1                                                      |
| La Roche-sur-Yon                             | 85-1                                                      |
| Poitiers                                     | 86-2                                                      |
| Asnières                                     | 92-2                                                      |
| Montreuil-Bagnolet                           | 93-7                                                      |
| Val d'Oise                                   | 95-4                                                      |
| Français de l'étranger (11 circonscriptions) | 99-1..11                                                  |

## Bilan et critiques
Dans les années qui ont suivi les élections, le mouvement a suscité quelques analyses, mémoire de master et retours d'expérience des militants,,.
Tous s'accordent sur le côté original de l'expérimentation démocratique, mais certains soulignent la difficulté à fonctionner de façon horizontale et numérique : « Dans les faits, certaines décisions qui concernaient l’ensemble des groupes locaux ont été prises sans que l’on sache comment la question avait été tranchée ni par qui. » , « Ma Voix constitue donc une expérimentation démocratique qui n’a pu aboutir en raison notamment des limites de l’usage du numérique ».
Plus fondamentalement, il est apparu un questionnement sur les limites de la démocratie directe elle-même : « si on donne le pouvoir aux gens, ils risquent de voter n’importe quoi. (...) les gens voteront le retour de la peine de mort, la fin de l’IVG, une loi pour jeter les migrants à la mer, etc. ».
Le mouvement est réputé en vie, bien que sans député élu ni plateforme de vote. On dénombre une cinquantaine de groupes locaux actifs en France et à l'étranger.